# باكستر بي. ستايلز
باكستر بي. ستايلز هو سياسي أمريكي، ولد في 1824 في Newbury (town), Vermont ‏ في الولايات المتحدة، وتوفي في 30 سبتمبر 1889 في دنفر في الولايات المتحدة.